# Kotiurjînți, Krasîliv
Kotiurjînți (în ucraineană Котюржинці) este localitatea de reședință a comunei Kotiurjînți din raionul Krasîliv, regiunea Hmelnîțkîi, Ucraina.

## Demografie
Componența lingvistică a localității Kotiurjînți
     Ucraineană (98,69%)
     Alte limbi (0,78%)
Conform recensământului din 2001, majoritatea populației localității Kotiurjînți era vorbitoare de ucraineană (98,69%), existând în minoritate și vorbitori de alte limbi.